# Карнанаёль
Карнанаёль (уст. Карнана-Ёль) — река в России, протекает по Сыктывдинскому району Республики Коми.

## География
Устье реки находится в 47 км по правому берегу реки Сысола, в окрестностях села Шошка. Длина реки составляет 11 км.

## Этимология
С языка коми Карнанаёль буквально переводится как «речка с коромыслом» (карнан «коромысло», карнана «с коромыслом», ёль «лесная речка»), что связано с протеканием реки около озера в форме коромысла.

## Данные водного реестра
По данным государственного водного реестра России относится к Двинско-Печорскому бассейновому округу, водохозяйственный участок реки — Вычегда от истока до города Сыктывкар, речной подбассейн реки — Вычегда. Речной бассейн реки — Северная Двина. Код водного объекта в государственном водном реестре — 03020200112103000020054.